# Leptoscyphus monoicus
Leptoscyphus monoicus là một loài Rêu trong họ Geocalycaceae. Loài này được Solari mô tả khoa học đầu tiên năm 1983.